# 有機合成化学協会誌
有機合成化学協会誌（ゆうきごうせいかがくきょうかいし）は査読付き科学雑誌である。有機合成化学、有機合成化学工業に関する総合論文と総説が掲載される。英語名称はJournal of Synthetic Organic Chemistry, Japan（略称J. Synth. Org. Chem. Jpn.）。
Journal Citation Reportsによれば、2014年のインパクトファクターは0.505。